# Nicola Roberts
Nicola Maria Roberts (Stamford, Lincolnshire, Inglaterra; 5 de octubre de 1985) es una cantante, música, escritora,  diseñadora de modas y productora musical británica, la cual saltó a la fama al participar en el reality show de ITV “Popstars: The Rivals”, consiguiendo un puesto en la banda pop Girls Aloud, quienes se han convertido en una de las pocas bandas salidas de un reality en alcanzar un éxito continuo. Con Girls Aloud, Roberts ha conseguido materializar 20 Top 10 consecutivos en la lista de ventas británica (incluyendo cuatro números 1) y dos álbumes que también obtuvieron la máxima posición en dicha lista; además, el grupo ha sido nominado en cuatro ocasiones en los Brit Awards y ganado uno como “mejor sencillo de 2009” con “The Promise”.
En 2008 lanzó su propia línea de maquillaje llamada Dainty Doll, la cual ha tenido un gran éxito y es comercializada en lugares como Harrods. Roberts también trabajó como vocera de una campaña en contra de la tanorexia, del cual hizo un documental llamado Nicola Roberts: The Truth About Tanning (en español: Nicola Roberts: la verdad sobre la Tanorexia). En el año 2011 lanzó su primer álbum como solista titulado Cinderella's Eyes, con el cual llegó al puesto 17 en las listas británicas.

## Primeros años
Nicola Roberts nació el 5 de octubre de 1985 en Stamford (Lincolnshire), cuando su madre tenía 17 años. Durante sus primeros años, su padre se encontraba en la RAF, por lo que  su familia se encontraba pasando por dificultades financieras. Posteriormente, su padre entró a trabajar en la empresa Ford y su madre comenzó a trabajar como fotógrafa para sustentar a la familia. Roberts se crio con sus padres, su hermana y sus dos hermanos. Ella creció en Runcorn, Cheshire. Desde muy pequeña se preparó en baile y danza en escuelas como Olwen Grounds school of Dance, y a los 11 años empezó a cantar para sus familiares en fiestas. 
Roberts asistió a St Chad's High School. En la escuela, Roberts era considerada introvertida, en constraste con la personalidad sociable que mostraba en casa, motivo por el que su familia la apodó "Cilla" (debido a la cantante Cilla Black). Académicamente, Roberts tenía buenas calificaciones y se graduó con nueve GCSE, sin embargo ella ha mostró su desagrado hacia la escuela y propuso la idea de seguir una carrera musical, lo que la llevó a trabajar con varios girl groups para grabar demos Roberts declaró que siempre quiso ser cantante y que participaba en competencias y audiciones acompañada por su padre y recibió el apoyo de muchos familiares. En una entrevista con la revista Closer, Roberts habló sobre como inició su carrera musical en discos y bares locales apoyada por un Dj quien era amigo de la familia, y formando parte de una girlband llamada The 5 Musketers, con quienes hizo sus primera incursiones presentándose en el Queens Hall en Widnes.

## Carrera

### 2002: Popstars the rivals y Girls Aloud

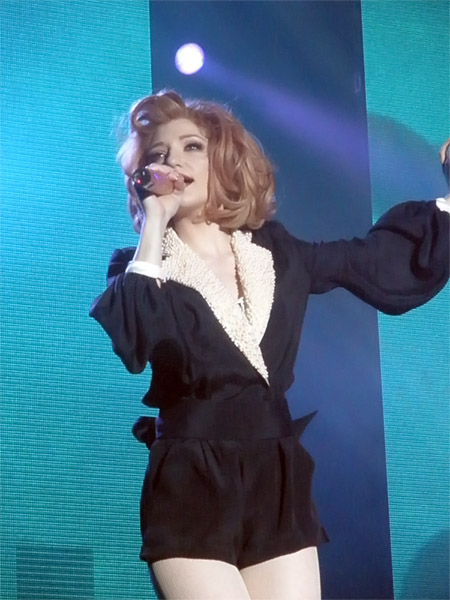

Roberts audicionó con la canción de la cantante colombiana Shakira, Underneath Your Clothes, para el reality show de la cadena inglesa ITV1 Popstars: The Rivals, en 2002. Este programa fue la segunda versión británica de la franquicia Popstars y vio la creación de dos grupos rivales, una banda masculina y otra femenina, cada una conformada por 5 miembros, los cuales competirían entre ellos para ocupar el primer puesto en la tabla de sencillos navideños de Reino Unido. Miles de concursantes asistieron a las audiciones en varias partes de país con la esperanza de ser seleccionados. 10 mujeres y 10 hombres fueron escogidos como finalistas por los jurados Louis Walsh, Pete Waterman, y la exSpice Girls, Geri Halliwell. Aunque Roberts no fue elegida para ser parte de los 10 finalistas, según la misma Roberts en la biografía de Girls Aloud, Dreams that Glitter: Our Story, ella sabía que iba a ser eliminada ya que los ejecutivos y jueces decían: "tiene buena voz pero le falta personalidad". Sin embargo obtuvo una segunda oportunidad cuando Nicola Ward se retiró de la competencia por diferencia y desacuerdos en su contrato, cediéndole el puesto entre los 10 finalistas a Roberts.
Dichos finalistas tomaron el escenario los sábados por la noche (alternando semanalmente entre mujeres y hombres). Cada semana el concursante con la menor cantidad de votos era eliminado, hasta que al final los grupos finalistas se completaban.

#### Pop stars the rivals: Presentaciones
| Presentación | Canción                   | Resultados |
| ------------ | ------------------------- | ---------- |
| Audición     | Underneath Your Clothes   |            |
| Semana 2     | River Deep Mountain High  | Salvada    |
| Semana 4     | Shout                     | Salvada    |
| Semana 6     | The Wind Beneath My Wings | Salvada    |
| Semana 9     | I'm So Excited            | Clasifica  |

Girls Aloud se formó el 30 de noviembre de 2002, frente a millones de televidentes y sus nombres fueron anunciados por orden. Las integrantes fueron Cheryl Cole, Roberts, Nadine Coyle, Kimberley Walsh y Sarah Harding. La favorita de muchos, Javine Hylton, no fue incluida.
Luego de hacerse un lugar en el grupo, el reto de Nicola y las otras integrantes era conseguir el puesto más alto en las listas navideñas británicas con el sencillo debut de Girls Aloud, Sound of the Underground, producido por Brian Higgins y Xenomania. La canción logró 4 semanas consecutivas el primer puesto haciendo de Girls Aloud el ganador del reality por encima de la banda masculina, One True Voice. En marzo de 2003 el sencillo le dio a la banda platino certificado.

### 2003–2008: Era Girls Aloud
Durante los primeros 7 años, la banda ganó numerables reconocimientos en su país de origen. Ha sido la banda femenina con más éxito hasta la fecha, además de estar en el Libro Guinness de los récords por ser la banda salida de un reality que más ha durado. Como miembro de la banda, Roberts ha demostrado sus dotes no solo musicales si no de composición, ayudando a coescribir "It's Magic", "I Say a Prayer for You" y "I Don't Really Hate You." Además la banda ha editado veinte sencillos consecutivos alcanzando el top 100 (incluyendo cuatro números uno), cinco discos de platino y ventas que ascienden a más de 8 millones de unidades en el Reino Unido. Han sido nominadas en los BRIT Awards, ganando en 2009 el premio a "Mejor Single del Año" por "The Promise". A finales de 2009, el grupo anunció que se separarían temporalmente para no desgastar la imagen del grupo y también para poder dar paso a sus respectivas carreras solistas.

### 2009–2010: Dainty Doll y campaña contra laTanorexia
Durante mucho tiempo Nicola luchó en contra de su piel pálida, con productos, pastillas y camas solares. Todo esto para ser igual que sus compañeras de banda y no sentirse tan rechazada por la prensa y el público. Nicola decidió aceptar el color de su piel y se convirtió en embajadora de las mujeres de tez muy clara, al crear la línea de maquillaje "Dainty Doll" y participar en un documental con la BBC de Londres sobre la tanorexia titulado "Nicola Roberts: The Truth About Tanning·"

### 2011: Cinderella's Eyes y Styled to Rock

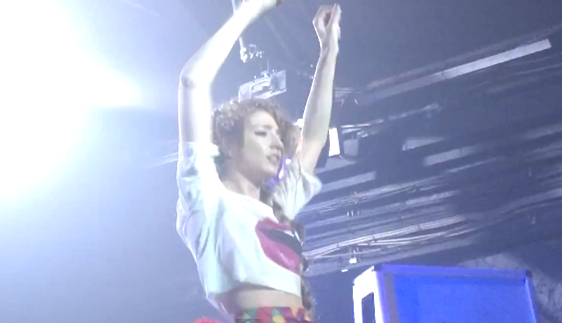

A finales de 2010 hubo rumores acerca de un posible contrato con Sony Records. Una vez confirmado, Nicola anuncia que su disco solista saldría a mediados de 2011. Su primer sencillo, Beat Of My Drum, producido por Dimitri Tikovoi y Diplo, fue lanzado el 2 de junio de 2011. El segundo sencillo, Lucky Day, fue confirmado el 10 de julio del 2011 y lanzado el 18 de septiembre del mismo año. Posteriormente, su tercer sencillo fue Yo-Yo, lanzando el 8 de enero de 2012. El 14 de agosto de 2012 se comenzó a emitir en el canal británico Sky Living el reality “Styled To Rock”, el cual estaba producido por Rihanna y en el que podíamos ver a Nicola haciendo de jurado. Nicola también ha compuesto música para grupos como Little Mix y ayudó a su compañera Cheryl Cole en la producción de su disco.  El 8 de enero de 2014, Fred Ball de Roc Nation confirmó que Nicola estaba trabajando en un nuevo disco.
En febrero de 2020 gana la primera temporada de The Masked Singer UK, con el disfraz de Queen Bee. En 2021 regresa para la final de la segunda temporada como jueza invitada. Posteriormente, en 2022 regresa como Queen Bee para cantar un dueto con Markus Feehily, caracterizado como Robobunny.

## Vida personal
Desde el comienzo Roberts ha tenido diferencias con la prensa. Ha sido muy criticada tanto por su aspecto físico, al ser catalogada como "la fea" o el "patito feo" de Girls Aloud, como por su poca presencia comparada con sus compañeras causándole bastantes molestias, tanto físicas como psicológicas en 2004 y parte de 2005. Roberts sufrió un gran cambio físico al broncearse excesivamente y oscurecer hasta volver castaño su cabello. Según ella, fue para acoplar su imagen y no verse tan distinta a sus compañeras de banda.
En 2011, en su álbum Cinderella's Eyes, hay una canción titulada "Sticks + Stones" donde habla de sus malas experiencias con la prensa en la primera etapa de Girls Aloud.
Roberts también ha tenido problemas con compañeros del medio artístico, como Lily Allen y Chris Moyles, quienes también la han catalogado de fea; o en 2003 con Matt Willis de la banda Busted, el cual intentaba socializar con ella y cuando ella no le prestó atención él dijo:
“Rude ginger bitch" (en español: "Perra pelirroja grosera").
A esto Nicola respondió en uno de los conciertos de Girls Aloud, en la parte trasera de su falda tenía bordado el siguiente mensaje:
“I’m a rude ginger bitch. Bothered?!” (en español: "Soy una perra pelirroja grosera. ¡¿Molesto?!".

Pese al éxito de Girls Aloud, Roberts encontraba sumamente difícil estar alejada de su familia, y debido al divorcio de sus padres y a la relación complicada con su novio, ella comenzó a sufrir de depresión. Su itinerario agitado la llevó a cortar relaciones con sus familiares y después de hacer pública su frustración con su situación, comenzó a viajar con frecuencia a su pueblo natal en Runcorn, Cheshire Su vida laboral y su vida personal hicieron que dividiese su personalidad en dos; incluso si apreciaba su carrera musical, los conflictos en su vida personal la hicieron cuestionar su carrera
A lo largo de su carrera, Roberts ha lidiado con hipoglicemia, lo que restringe su alimentación, y mientras se encontraba de gira se le dificultaba encontrar alimentos adecuados. Se le diagnosticó la enfermedad después de tener giras extensas.

## Discografía

### Álbumes de estudio en solitario
- 2011 – Cinderella's Eyes (álbum en solitario)

#### Sencillos en solitario
- 2011 – Beat Of My Drum
- 2011 – Lucky Day
- 2011 – Yo-Yo

### Créditos como compositora
| Año  | Canción                        | Artista                         | Álbum                                       |
| ---- | ------------------------------ | ------------------------------- | ------------------------------------------- |
| 2004 | "Big Brother"                  | Girls Aloud                     | What Will the Neighbours Say?               |
| 2004 | "Hear Me Out                   | Girls Aloud                     | What Will the Neighbours Say?               |
| 2004 | "Thank Me Daddy"               | Girls Aloud                     | What Will the Neighbours Say?               |
| 2004 | "I Say a Prayer for You"       | Girls Aloud                     | What Will the Neighbours Say?               |
| 2004 | "100 Different Ways"           | Girls Aloud                     | What Will the Neighbours Say?               |
| 2005 | "It's Magic"                   | Girls Aloud                     | Chemistry                                   |
| 2007 | "Sexy! No No No..."            | Girls Aloud                     | Tangled Up                                  |
| 2007 | "Crocodile Tears"              | Girls Aloud                     | Tangled Up                                  |
| 2008 | "Love Is the Key"              | Girls Aloud                     | Out of Control                              |
| 2008 | "Miss You Bow Bow"             | Girls Aloud                     | Out of Control                              |
| 2008 | "Revolution in the Head"       | Girls Aloud                     | Out of Control                              |
| 2008 | "Live in the Country"          | Girls Aloud                     | Out of Control                              |
| 2008 | "Memory of You"                | Girls Aloud                     | Out of Control                              |
| 2010 | "Dating"                       | Nicola Roberts                  |                                             |
| 2010 | "Nothing"                      | Nicola Roberts                  |                                             |
| 2011 | "Beat of My Drum"              | Nicola Roberts                  | Cinderella's Eyes                           |
| 2011 | "Lucky Day"                    | Nicola Roberts                  | Cinderella's Eyes                           |
| 2011 | "Yo-Yo"                        | Nicola Roberts                  | Cinderella's Eyes                           |
| 2011 | "Cinderella's Eyes"            | Nicola Roberts                  | Cinderella's Eyes                           |
| 2011 | "Porcelain Heart"              | Nicola Roberts                  | Cinderella's Eyes                           |
| 2011 | "I"                            | Nicola Roberts                  | Cinderella's Eyes                           |
| 2011 | "Say It Out Loud"              | Nicola Roberts                  | Cinderella's Eyes                           |
| 2011 | "Gladiator"                    | Nicola Roberts                  | Cinderella's Eyes                           |
| 2011 | "Fish Out of Water"            | Nicola Roberts                  | Cinderella's Eyes                           |
| 2011 | "Take A Bite"                  | Nicola Roberts                  | Cinderella's Eyes                           |
| 2011 | "Sticks And Stones"            | Nicola Roberts                  | Cinderella's Eyes                           |
| 2011 | "Disco, Blisters & A Comedown" | Nicola Roberts                  | Beat of My Drum - Single                    |
| 2011 | "Fix Me"                       | Nicola Roberts                  | Lucky Day - EP                              |
| 2012 | "Something New"                | Girls Aloud                     | Ten                                         |
| 2012 | "On the Metro"                 | Girls Aloud                     | Ten                                         |
| 2012 | "Going Nowhere"                | Little Mix                      | DNA                                         |
| 2013 | "See Me Now"                   | Little Mix                      | Salute                                      |
| 2013 | "They Just Don't Know You"     | Little Mix                      | Salute                                      |
| 2014 | "It's About Time"              | Cheryl                          | Only Human                                  |
| 2014 | "Throwback"                    | Cheryl                          | Only Human                                  |
| 2014 | "Goodbye Means Hello"          | Cheryl                          | Only Human                                  |
| 2014 | "Yellow Love"                  | Cheryl                          | Only Human                                  |
| 2014 | "Girlfriends"                  | Joel Compass                    |                                             |
| 2016 | "Take You To Heaven"           | Nina Nesbitt                    | Modern Love - EP                            |
| 2016 | "Talk"                         | Tiffany Hwang                   | I Just Wanna Dance - EP                     |
| 2016 | "Ghetto Boy"                   | Tinashe                         | Nightride                                   |
| 2016 | One Eye On The Door            | Professor Green                 |                                             |
| 2016 | "Poison" / "I (Getting Near)"  | Sophie                          |                                             |
| 2017 | "Dear Rich, Thank You"         | Lethal Bizzle                   | You'll Never Make a Million from Grime - EP |
| 2017 | "Lucky"                        | Moksi & Chase Feat. Yade Lauren |                                             |
| 2017 | "Redlight"                     | Tayá                            | Tayá                                        |
| 2018 | "Love Made Me Do It"           | Cheryl                          |                                             |
| 2019 | "Let You"                      | Cheryl                          |                                             |
| 2019 | "2 Steps"                      | Antigoni                        | A1 - EP                                     |
| 2019 | "No Goodbye"                   | Paul Kalkbrenner                |                                             |
| 2020 | Sleep With Open Eyes           | Nicola Roberts                  |                                             |
| 2022 | Crash                          | Nicola Roberts                  | Behind Cinderella's Eyes                    |
| 2022 | Head                           | Nicola Roberts                  | Behind Cinderella's Eyes                    |
| 2022 | Heart Racing                   | Nicola Roberts                  | Behind Cinderella's Eyes                    |
| 2022 | Pipe Dreams                    | Nicola Roberts                  | Behind Cinderella's Eyes                    |
| 2022 | So Damn Right                  | Nicola Roberts                  | Behind Cinderella's Eyes                    |
| 2022 | Tomorrow                       | Nicola Roberts                  | Behind Cinderella's Eyes                    |

## Filmografía
| Cine | Cine         | Cine   | Cine  |
| Año  | Título       | Papel  | Notas |
| ---- | ------------ | ------ | ----- |
| 2007 | St Trinian's | Cameo. |       |

| Televisión | Televisión                              | Televisión       | Televisión         |
| Año        | Título                                  | Papel            | Notas              |
| ---------- | --------------------------------------- | ---------------- | ------------------ |
| 2002       | Popstars The Rivals                     | Ella misma       | Ganadora.          |
| 2008       | Britannia High                          | Ella misma       | cameo.             |
| 2009       | Nicola Roberts: The Truth About Tanning | Ella misma.      | Documental         |
| 2010       | Britain's Next Top Model                | Ella misma/juez. | 1 episodio         |
| 2011       | Nicola Roberts:MTV Meets Lady GaGa      | Ella misma.      | Presentadora       |
| 2012       | Girls Aloud: Ten Years at the Top       | Ella misma.      | Cameo              |
| 2012       | Styled to Rock                          | Ella misma.      | Miembro del jurado |